# Gunns Plains Cave
Gunns Plains Cave är en grotta i Australien. Den ligger i kommunen Central Coast och delstaten Tasmanien, i den sydöstra delen av landet, omkring 210 kilometer nordväst om delstatshuvudstaden Hobart. Gunns Plains Cave ligger 201 meter över havet.
Runt Gunns Plains Cave är det mycket glesbefolkat, med 3 invånare per kvadratkilometer.. Närmaste större samhälle är Kindred, omkring 19 kilometer öster om Gunns Plains Cave.
I omgivningarna runt Gunns Plains Cave växer i huvudsak städsegrön lövskog. Genomsnittlig årsnederbörd är 1 607 millimeter. Den regnigaste månaden är augusti, med i genomsnitt 221 mm nederbörd, och den torraste är januari, med 57 mm nederbörd.